# Меко
Меко (ісп. Meco) — муніципалітет в Іспанії, у складі автономної спільноти Мадрид. Населення — 12 580 осіб (2010).
Муніципалітет розташований на відстані близько 35 км на північний схід від Мадрида.
На території муніципалітету розташовані такі населені пункти: (дані про населення за 2010 рік)
- Ла-Естасьйон-і-Ла-Вента: 0 осіб
- Меко: 12580 осіб
- Аламеда-де-лас-Монхас: 0 осіб

## Демографія
Динаміка населення (INE ):

## Галерея зображень

Розташування муніципалітету у автономній спільноті Мадрид